# Zeitschrift für Politische Theorie
Die Zeitschrift für Politische Theorie (ZPTh) ist eine politikwissenschaftliche Fachzeitschrift im Verlag Barbara Budrich. Sie erscheint zweimal jährlich und wird von den Politikwissenschaftlern André Brodocz, Marcus Llanque und Gary S. Schaal herausgegeben. Die Beiträge durchlaufen ein Peer-Review.
Die Zeitschrift erschien erstmals im Herbst 2010.

## Inhalt
Den Hauptteil jedes Heftes bilden wissenschaftliche Artikel zu einem oder mehreren aktuellen Themenfeldern oder Kontroversen der Politischen Theorie. Pro Heft werden vier bis fünf längere Texte veröffentlicht. Auf als „Serviceteil“ ausgewiesenen Seiten druckt die ZfPT Review-Essays, Interviews und Streitgespräche, Konferenz- und Länderberichte sowie Texte zur Auseinandersetzung mit politikwissenschaftlichen Leitbegriffen.